# WTA Espoo
Das WTA-Turnier von Espoo (offiziell Nordea Nordic Light Open) ist ein ehemaliges Damen-Tennisturnier der WTA Tour. Der Sandplatzwettbewerb wurde 2002 und 2003 in der finnischen Stadt Espoo ausgetragen und ab 2004 durch das Turnier von Stockholm ersetzt.

## Siegerliste

### Einzel
| Jahr | Siegerin           | Finalgegnerin         | Ergebnis       |
| ---- | ------------------ | --------------------- | -------------- |
| 2002 | Swetlana Kusnezowa | Denisa Chládková      | 0:6, 6:3, 7:62 |
| 2003 | Anna Pistolesi     | Jelena Kostanić Tošić | 4:6, 6:4, 6:0  |

### Doppel
| Jahr | Siegerinnen                                | Finalgegnerinnen                    | Ergebnis       |
| ---- | ------------------------------------------ | ----------------------------------- | -------------- |
| 2002 | Arantxa Sánchez Vicario Swetlana Kusnezowa | Eva Bes María José Martínez Sánchez | 6:3, 6:75, 6:3 |
| 2003 | Olena Tatarkowa Jewgenija Kulikowskaja     | Tetjana Perebyjnis Silvija Talaja   | 6:2, 6:4       |